# Gonomyia paiuta
Gonomyia paiuta là một loài ruồi trong họ Limoniidae. Chúng phân bố ở miền Tân bắc.